# Viv (소프트웨어)
Viv는 시리 개발자들이 만든 지능형 개인 비서 소프트웨어다. 2016년 5월 9일 테크크런치 디스트루트 뉴욕에서 첫 선을 보였다. Siri와 비교하여 소프트웨어의 플랫폼은 개방되어 있으며 어시스턴트와 함께 작동하도록 작성된 외부 플러그인을 수용할 수 있다. 또한 더 복잡한 쿼리를 처리할 수 있다. 개발팀은 2012년부터 이 소프트웨어를 연구해 왔으며 2015년 초까지 2,200만 달러, 2016년 초까지 3,000만 달러 이상의 기금을 모금했다.
2016년 10월 5일, 이 소프트웨어와 개발사인 Viv 랩스(이전 식스파이브랩스, Inc.)가 삼성전자에 인수되었다.
그 다음 달, 삼성 갤럭시 S8과 S8+에서 개인 비서 소프트웨어를 사용할 수 있다는 것이 밝혀졌다. 2017년 10월, 삼성은 Viv 랩스 기술이 빅스비 2.0에 통합될 것이라고 발표했다.